# José Ayarzagüena
José Ayarzagüena (parfois José Ayarzagüena Sanz), né en 1950 à Madrid et mort le 28 décembre 2011 à Madrid, est un herpétologiste vénézuélien.
Il dirige la station biologique d'El Frío au Venezuela et travaille pour la Fundación Amigos del Coto de Doñana.

## Taxons nommés en son honneur
- Anomaloglossus ayarzaguenai (La Marca, 1997)
- Osteocephalus ayarzaguenai Gorzula & Señaris, 1997
- Typhlophis ayarzaguenai Señaris, 1998

## Taxons décrits
- Celsiella Guayasamin, Castroviejo-Fisher, Trueb, Ayarzagüena, Rada & Vilà, 2009
- Celsiella vozmedianoi (Ayarzagüena & Señaris, 1997)
- Chimerella Guayasamin, Castroviejo-Fisher, Trueb, Ayarzagüena, Rada & Vilà, 2009
- Cochranella duidaeana (Ayarzagüena, 1992)
- Cochranella riveroi (Ayarzagüena, 1992)
- Dischidodactylus colonnelloi Ayarzagüena, 1985
- Espadarana Guayasamin, Castroviejo-Fisher, Trueb, Ayarzagüena, Rada & Vilà, 2009
- Gymnophthalmus cryptus Hoogmoed, Cole & Ayarzagüena, 1992
- Hyalinobatrachiinae Guayasamin, Castroviejo-Fisher, Trueb, Ayarzagüena, Rada & Vilà, 2009
- Hyalinobatrachium iaspidiense (Ayarzagüena, 1992)
- Hyalinobatrachium mondolfii Señaris & Ayarzagüena, 2001
- Hyalinobatrachium tatayoi Castroviejo-Fisher, Ayarzagüena & Vilà, 2007
- Hypsiboas jimenezi Señaris & Ayarzagüena, 2006
- Hypsiboas rhythmicus (Señaris & Ayarzagüena, 2002)
- Ikakogi Guayasamin, Castroviejo-Fisher, Trueb, Ayarzagüena, Rada & Vilà, 2009
- Metaphryniscus sosai Señaris, Ayarzagüena & Gorzula, 1994
- Myersiohyla aromatica (Ayarzagüena & Señaris, 1994)
- Myersiohyla inparquesi (Ayarzagüena & Señaris, 1994)
- Oreophrynella nigra Señaris, Ayarzagüena & Gorzula, 1994
- Oreophrynella vasquezi Señaris, Ayarzagüena & Gorzula, 1994
- Rulyrana Guayasamin, Castroviejo-Fisher, Trueb, Ayarzagüena, Rada & Vilà, 2009
- Sachatamia Guayasamin, Castroviejo-Fisher, Trueb, Ayarzagüena, Rada & Vilà, 2009
- Stefania oculosa Señaris, Ayarzagüena & Gorzula, 1997
- Stefania percristata Señaris, Ayarzagüena & Gorzula, 1997
- Stefania riveroi Señaris, Ayarzagüena & Gorzula, 1997
- Stefania satelles Señaris, Ayarzagüena & Gorzula, 1997
- Stefania schuberti Señaris, Ayarzagüena & Gorzula, 1997
- Tepuihyla aecii Ayarzagüena, Señaris & Gorzula, 1993
- Tepuihyla Ayarzagüena, Señaris & Gorzula, 1993
- Tepuihyla edelcae (Ayarzagüena, Señaris & Gorzula, 1993)
- Tepuihyla galani Ayarzagüena, Señaris & Gorzula, 1993
- Tepuihyla luteolabris Ayarzagüena, Señaris & Gorzula, 1993
- Tepuihyla rimarum Ayarzagüena, Señaris & Gorzula, 1993
- Thamnodynastes corocoroensis Gorzula & Ayarzagüena, 1996
- Thamnodynastes marahuaquensis Gorzula & Ayarzagüena, 1996
- Vitreorana castroviejoi (Ayarzagüena & Señaris, 1997)
- Vitreorana gorzulae (Ayarzagüena, 1992)
- Vitreorana Guayasamin, Castroviejo-Fisher, Trueb, Ayarzagüena, Rada & Vilà, 2009
- Vitreorana helenae (Ayarzagüena, 1992)